# Кловердејл (Охајо)
Кловердејл (енгл. Cloverdale) град је у америчкој савезној држави Охајо.

## Демографија
По попису из 2010. године број становника је 168, што је 33 (-16,4%) становника мање него 2000. године.
| Група             | 2000.       | 2010.       |
| Белци             | 197 (98,0%) | 160 (95,2%) |
| Афроамериканци    | 0 (0,0%)    | 1 (0,6%)    |
| Азијати           | 0 (0,0%)    | 0 (0,0%)    |
| Хиспаноамериканци | 2 (1,0%)    | 5 (3,0%)    |
| Укупно            | 201         | 168         |